# Террі Стіклс
Террі Стіклс (англ. Terri Stickles, 11 травня 1946) — американська плавчиня.
Призерка Олімпійських Ігор 1964 року.
Переможниця Панамериканських ігор 1963 року.